# Tara Westover
Tara Jane Westover (Clifton, 1986. szeptember 27. –) amerikai memoáríró, esszéíró és történész. Educated (2018) című memoárja a The New York Times bestsellerlistájának első helyén debütált és számos nemzeti díj döntőse volt, köztük az LA Times Book Prize, a PEN America's Jean Stein Book Award és a National Book Critics Circle Award. A New York Times az Educated-et 2018 10 legjobb könyve közé sorolta. Westovert a Time magazin 2019 100 legbefolyásosabb embere közé választotta.

## Családja és tanulmányai
Westover volt a legfiatalabb az idahói (259 lakosú) Cliftonban mormon survivalist szülőktől született hét gyermek közül. Öt bátyja és egy nővére van. Szülei gyanakodtak az orvosokra, a kórházakra, az állami iskolákra és a szövetségi kormányra. Westover otthon született, bába segítségével és soha nem vitték orvoshoz vagy nővérhez. Kilenc éves koráig nem anyakönyvezték anyakönyvi kivonattal. Apjuk ellenállt annak, hogy a család bármely tagja hivatalos orvosi kezelésben részesüljön. Súlyos sérülés esetén is csak az édesanyjuk kezelte a gyerekeket, aki gyógynövényeket és más alternatív gyógymódokat tanult.
Az összes testvért otthon tanította az anyjuk. Westover azt mondta, hogy egyik idősebb testvére tanította meg olvasni, ő pedig az Utolsó Napi Szentek Jézus Krisztus Egyháza szentírásait tanulmányozta. Ellenben soha nem vett részt előadáson, nem írt esszét és nem vizsgázott. Tankönyv is kevés volt a házukban.
Tinédzserként szeretett volna belépni a tágabb világba és főiskolára járni. Tankönyveket vásárolt és önállóan tanult, hogy jó eredményt érjen el az ACT vizsgán. Felvételt nyert a Brigham Young Egyetemre, és ösztöndíjat kapott, bár nem volt érettségije. Nehezen tudott alkalmazkodni a tudományos élethez és az ottani szélesebb társadalomhoz, de az első nehéz év után sikeresebb lett és 2008-ban kitüntetéssel végzett.
Ezután a Cambridge-i Egyetemen szerzett mesterfokozatot a Trinity College-ban Gates Cambridge Scholarship-ösztöndíjasként, majd 2010-ben a Harvard Egyetemen volt vendégmunkatárs. Visszatért a cambridge-i Trinity College-ba, ahol történelemből doktorált 2014-ben. Dolgozatának címe: "The Family, Morality and Social Science in Anglo-American Cooperative Thought, 1813–1890".
2009-ben, amikor végzős hallgató volt Cambridge-ben, Westover elmondta a szüleinek, hogy sok éven át (15 éves kora óta) fizikailag és lelkileg bántalmazta egy idősebb testvére. A szülei tagadták a beszámolóját és azt sugallták, hogy ő a Sátán befolyása alatt áll. A család az események miatt szakított egymással. Westover 2018-ban megjelent emlékiratában, az Educated-ben írt az elidegenedésről és az egyetemi oktatáshoz vezető szokatlan útjáról.

### Educated: Egy emlékirat
2018-ban a Penguin Random House kiadta Educated: A Memoir című művét, amely arról mesél, hogyan küzdött, hogy összeegyeztesse az oktatás és az autonómia iránti vágyát családja merev ideológiájával és elszigetelt életével. A felnövés-történet a New York Times első számú bestsellere volt és a New York Times, a The Atlantic Monthly, USA Today, Vogue és többek között a The Economist pozitívan értékelte.
2020 februárjától az Educated keménytáblás könyv két évet töltött a New York Times bestsellerlistáján, és 45 nyelvre fordítják le. A könyvet az amerikai könyvtárosok az 1. számú könyvtári olvasóközönségnek választották, és 2019 augusztusában a New York Public Library 88 fiókjában gyakrabban nézték meg, mint bármely más könyvet. 2020 decemberéig az Educated több mint 8 millió példányban kelt el.
Ügyvédjükön keresztül a család vitatja Westover könyvének egyes elemeit, többek között azt a felvetést, hogy apjának bipoláris zavara lehet, és anyja agysérülést szenvedhetett, ami csökkent motoros képességeket eredményezett. Blake Atkin, a Westover szüleit képviselő ügyvéd azt állítja, hogy az Educated torz képet alkot a szülőkről. Westover nem válaszolt közvetlenül ezekre az állításokra, de a könyvben foglaltak szerint a megjelenés előtt Ben Phelan, a This American Life and GQ munkatársa szakmailag megvizsgálta a tényeket.

### Magyarul
- A tanult lány (Educated) – Partvonal, Budapest, 2018 · ISBN 9786155783531 · fordította: V. Csatáry Tünde

## Magánélete
Westover Londonban él.

## Egyéb információk
- Honlapja
- Tara Westover, After Words, C-SPAN[1]

## Fordítás
- Ez a szócikk részben vagy egészben  a   Tara Westover című angol Wikipédia-szócikk fordításán alapul.  Az eredeti cikk szerkesztőit annak laptörténete sorolja fel. Ez a jelzés csupán a megfogalmazás eredetét és a szerzői jogokat jelzi, nem szolgál a cikkben szereplő információk forrásmegjelöléseként.

1. ↑  A Cable-Satellite Public Affairs Network (C-SPAN) egy amerikai kábel- és műholdas televíziós hálózat, amit 1979-ben hoztak létre nonprofit közszolgáltatásként. A televízióban közvetítik az Egyesült Államok szövetségi kormányának számos eljárását, valamint egyéb közügyekkel foglalkozó műsorokat.